# یاتاوارا
یاتاوارا (به لاتین: Yatawara) یک منطقهٔ مسکونی در سری‌لانکا است که در استان مرکزی (سری‌لانکا) واقع شده‌است.